# Lorentz Nemzeti Park
A Lorentz Nemzeti Park Indonéziában található, 25 056 km² területű nemzeti park. A park területén emelkedik Új-Guinea legmagasabb pontja, a Puncak Jaya 4884 méteres tengerszint feletti magasságával. Új-Guinea biológiai sokféleségének kiemelkedő példája a Lorentz, a világ egyik leginkább ökológiailag változatos nemzeti parkja. Az ázsiai-csendes-óceáni térségben ez az egyetlen természetvédelmi terület, amely a tengeri területeken, a mangrovékon, az árapály- és édesvízi mocsári erdőkön, az alföldi és a hegyi esőerdőn, az alpesi tundrán és az egyenlítői gleccsereken átívelő ökoszisztémák változatosságát foglalja magába.